# Roland-Manuel
Roland-Manuel (eigentl. Roland Alexis Manuel Lévy; * 22. März 1891 in Paris; † 1. November 1966 ebenda) war ein französischer Musikkritiker und Komponist.

## Leben und Wirken
Roland-Manuel studierte an der Schola Cantorum Paris bei Albert Roussel, Vincent d’Indy und Auguste Sérieyx. 1911 machte ihn Eric Satie mit Maurice Ravel bekannt, dessen Schüler und Freund er wurde. Später verfasste er mehrere biographische Schriften über Ravel.
Von 1947 bis 1961 war Roland-Manuel Professor am Conservatoire de Paris, zunächst für Musikästhetik, ab 1959 für Musikpädagogik. Ab 1949 war er Präsident des Internationalen Musikrates der UNESCO.
Neben einigen kammermusikalischen Werken komponierte Roland-Manuel Opern und Filmmusiken.

## Werke
- Isabelle et Pantalon, komische Oper, 1922
- Le diable amoureux, komische Oper, 1929

- Échec à Don Juan, Oper, 1941
- La célestine, Oper, 1942
- Jeanne d'Arc, Oper, 1955
- Fantaisie für Oboe und Klavier
- Idylles für Klavier
- Suite dans le goût espagñol
- Trio à cordes (Ravel gewidmet)

## Filmografie (Auswahl)
- 1930: Die kleine Lise (La petite Lise) (Regie: Jean Grémillon)
- 1933: Freund Fritz (L'ami Fritz) (Regie: Jacques de Baroncelli)
- 1935: Die Liebesgasse von Marokko (La Bandéra) (Regie: Julien Duvivier)
- 1938: Der merkwürdige Monsieur Victor (L'étrange Monsieur Victor) (Regie: Jean Grémillon)
- 1939/41: Schleppkähne (Remorques) (Regie: Jean Grémillon)
- 1943: Sprung in die Wolken (Le ciel est à vous) (Regie: Jean Gremillon)
- 1943: Wetterleuchten (Lumière d'été) (Regie: Jean Gremillon)
- 1942: Das unheimliche Haus (Les inconnus dans la maison) (Regie: Henri Decoin)

## Schriften
- Maurice Ravel et son œuvre. Paris, Durand, 1914
- Maurice Ravel et son œuvre dramatique. Paris, Editions musicales de la Librairie de France, 1928
- À la gloire de Ravel. Paris, Nouvelle Revue Critique, 1938
- Ravel. Potsdam, Akademische Verlagsgesellschaft Athenaion, 1951 (Deutsch)